# Sarangbang

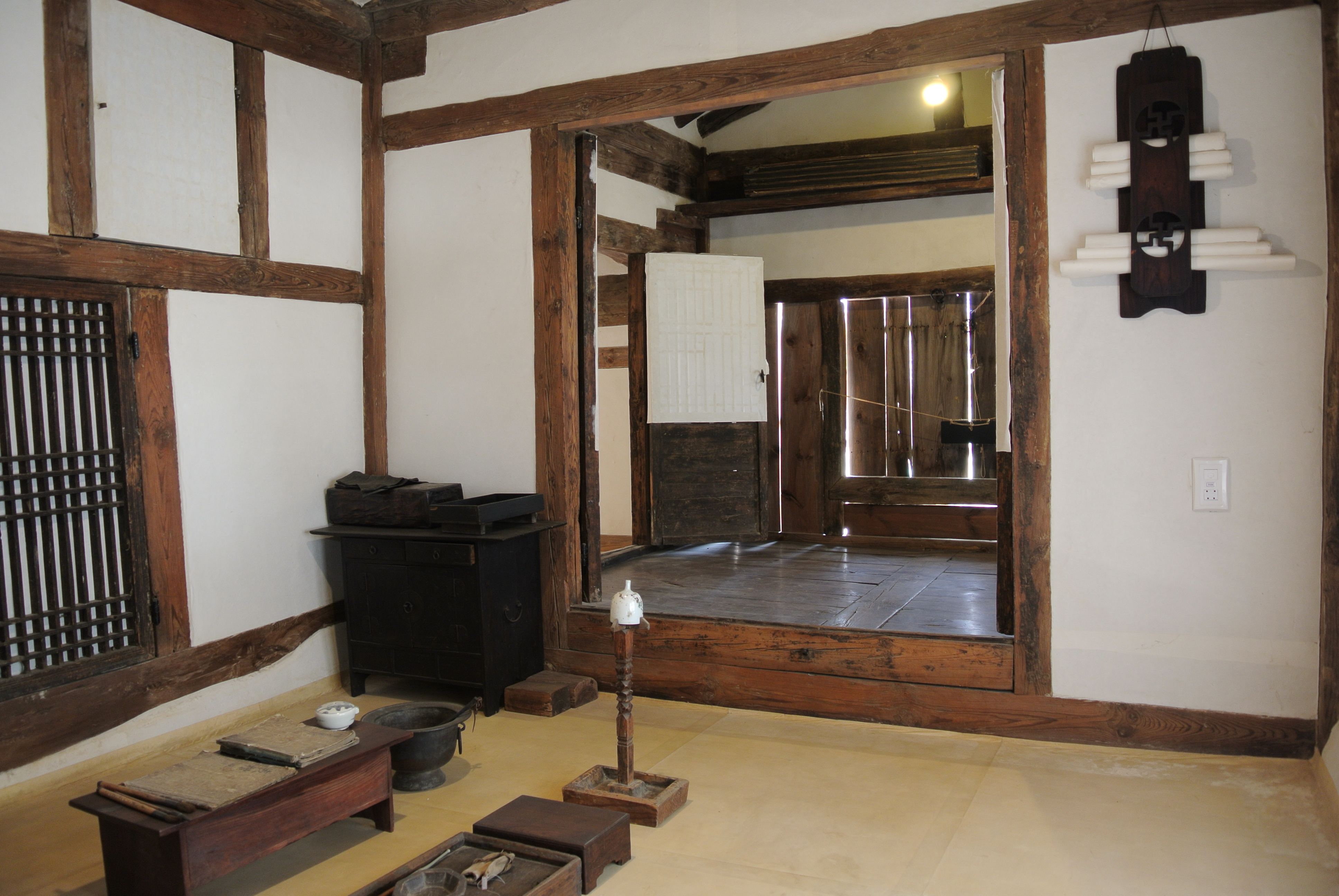
Thư phòng trong một ngôi nhà truyền thống

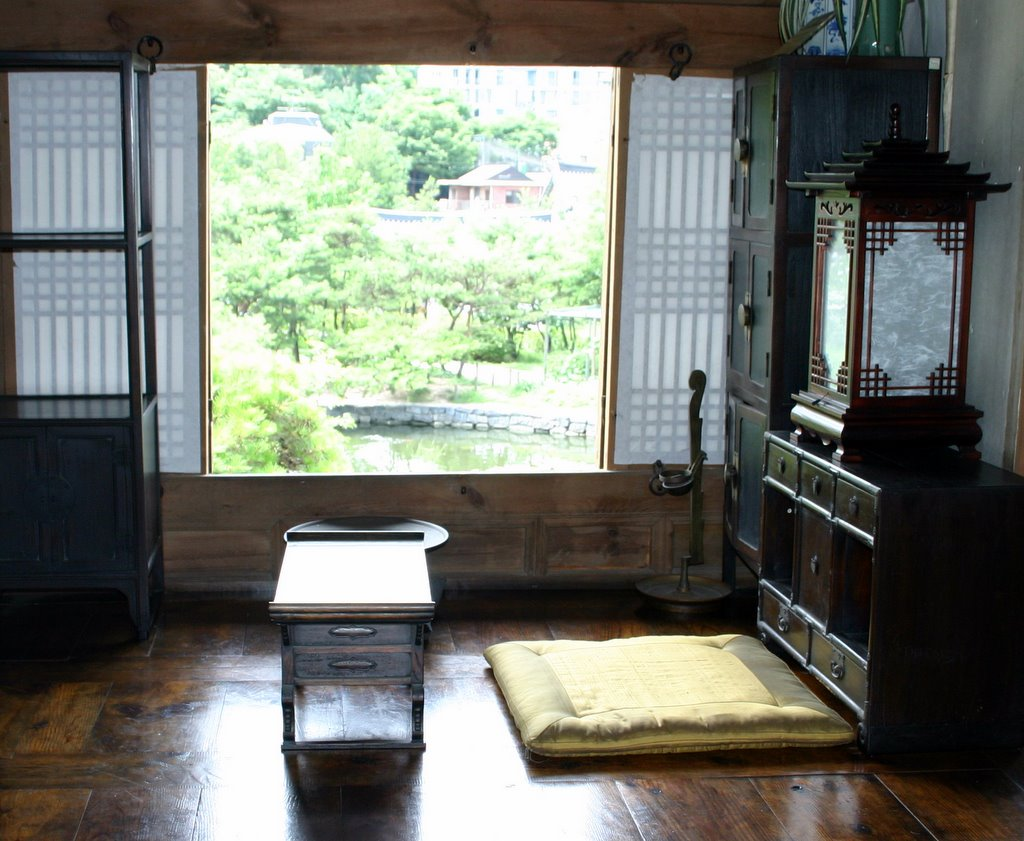
Sarangchae, thư phòng

Sarangbang (사랑방, 舍廊房, Xá lang phòng) là căn phòng trong các ngôi nhà truyền thống trên bán đảo Triều Tiên Hanok (한옥, 韓屋, Hàn ốc), là phòng cho nam giới dùng làm nơi học tập, làm thơ và thư giãn.
Người Triều Tiên sang tạo ra Sarangbang tuân thủ chặt chẽ theo các quy tắc Nho gió dưới thời Joseon.
Trong các ngôi nhà thuộc tầng lớp thấp hơn, sarangbang nằm cách không gian dành cho phụ nữ Anbang (안방,內房, Nội phòng), ở giữa là hành lang gọi là daecheong 대청.
Một trong những đặc điểm của sarangbang là nó thường có một khu học tập riêng biệt gọi là sarangchae 사랑채, cấm phụ nữ và chỉ đàn ông mới được vào.

## Đồ đạc và bài trí
Sàn phòng Sarangbang được phủ giấy bồi, tường dán giấy trắng, trần dán giấy màu. Trong phòng thường có đệm ngồi, gối tựa, gối dài, bình phong, bàn đọc, tủ đồ ngăn kéo, bàn bày các vật dụng thư phòng, nghiên, bút, gác bút, chặn giấy, kệ giấy, tủ đứng, bộ đồ hút thuốc.
Tại phòng sarang chae, chủ nhà tiếp khách, luận đàm về chính trị, nghệ thuật và các vấn đề học thuật. Người chủ nhà đọc, vẽ, viết thư pháp, làm thư và thiền tịnh. Đồ đạc và những vật dụng trong Sarangchae thường được thiết kế hướng đến sự yên tĩnh, ổn định và giản đơn. Các đồ đạc bằng gỗ ở đây có đường nét đơn giản, tỉ lệ hài hòa và kết cấu vững chắc.
Kệ Tak-jae được coi là thứ đồ quan trọng nhất trong không gian này. Kệ này có đỉnh phẳng và nhiều không gian mở, dùng chứa sách, bình hoa, bình hương. Loại kệ này thường dùng theo cặp, nam tính trong cả cách sử dụng cũng như đặc tính thiết kế mạnh mẽ. Khoảng không gian trong kệ cho phép đặt cả những vật dụng cỡ lớn như các bức thư họa, tập tranh ảnh, đồ gồm.
Đồ gỗ là một phần thiết yếu của văn hóa phòng khách ở Triều Tiên, trong khi phương Tây hay Trung Quốc bày biện bàn ghế.
Tỉ lệ và mục đích của đồ nội thất Triều Tiên được định hình bởi tầng lớp quý tộc. Kết cấu phòng ốc nhỏ và trần nhà thấp, được trang bị hệ thống làm ấm (Ondol) chỉ làm ấm sàn nhà. Những đồ nội thất thiết kế ở trung tâm căn phòng được làm sao cho có thể dễ dàng di dời nhằm đảm bảo tận dụng tối đa khoảng không gian hạn chế trong phòng.
Đồ đạc nội thất thấp được tạo ra nhằm hài hòa với các bức tường và những đồ nội thất khác của căn phòng. Các yếu tố quan trọng khác ảnh hưởng đến tỉ lệ, kích thước và mục đích của đồ gỗ Triều Tiên là sự phân chia không gian cho đàn ông và phụ nữ trong gia đình. Sự phân cách kiểu Nho giáo nghiêm ngặt này dẫn đến những khác biệt về đồ đạc trang bị cho 2 không gian.
Những đồ gỗ trong Sarangchae gồm những vật dụng liên quan đến thư phòng như bàn viết tầm thấp, tủ đựng giấy tờ, tủ sách nhiều kệ, và bộ bàn nghiên bút. Gỗ hông và gỗ thông thường được dùng cho những đồ đạc trong không gian cho chủ nhà.